# Банковска, Марта
Марта Банковска (Баньковска, пол. Marta Bańkowska; 2 декабря 2000 год) — польская шашистка, серебряный призёр чемпионата мира по международным шашкам среди команд (2024), серебряный призёр чемпионата Европы по международным шашкам 2022 года, трёхкратная чемпионка Польши по международным шашкам среди женщин (2018, 2023, 2024), серебряный призёр  (2016, 2017).
Выступает за клуб Struga Marki.
ФМЖД: id17248.

## Спортивная карьера
2014
Чемпионат Европы по международным шашкам среди женщин — 36-е место.
2015
Чемпионат Польши по международным шашкам среди женщин — 6-е место
2016
Участница Кубка мира (этапы в Испании Salou Open 2016, в Польше Polish Open Karpacz 2016).
Чемпионат Польши по международным шашкам среди женщин — 2-е место.
В 2022 году стала серебряным призёром чемпионата Европы по международным шашкам.
В 2024 году на этапе Кубка мира в нидерландском Крагенбурге заняла 3 место после Виктории Мотричко и Натальи Садовской.